# Bettowia
Isla Bettowia (en inglés: Bettowia Island; también escrito como Battowia o Battowia Island) es una de las islas Granadinas, en las Pequeñas Antillas que se encuentran entre las islas caribeñas de San Vicente y Granada. Políticamente, es parte de la nación de San Vicente y las Granadinas. Bettowia está al noreste de la isla Baliceaux, al este de Bequia y Pequeña Nieves y al sur de la isla principal de San Vicente. Uno de los lugares destacados es la Reserva de vida silvestre de Isla Battowia, área protegida fundada en 1987 y de carácter nacional.